# Lithacodia potens
Lithacodia potens är en fjärilsart som beskrevs av Holloway 1976. Lithacodia potens ingår i släktet Lithacodia och familjen nattflyn. Inga underarter finns listade i Catalogue of Life.